# Pepcom
Die Pepcom GmbH mit Sitz in Unterföhring war ein Unternehmen der regionalen Kabelnetzbetreiber Kabel & Medien Service (München), FAKS (Frankfurt (Oder)), TKN (Hennigsdorf), KW (Wittenberge), KRR (Rheinruhr), KCR (Nierstein), KKG (Güstrow), REKA (Kamenz), KNS (Bad Salzungen, Walldorf, Meiningen), NEFtv (Nürnberg, Erlangen, Fürth), HL Komm (Leipzig) und für den Betrieb von mehr als einhundert lokalen und regionalen (Insel-)Netzen verantwortlich.
Nach der Übernahme der Deutschen Telekabel (DTK) durch Primacom Anfang 2014 und deren Übernahme Mitte 2015 wiederum durch Tele Columbus war die Pepcom-Gruppe als Verbundunternehmen kurzzeitig mit insgesamt rund 630.000 Kunden der viertgrößte Kabelnetzbetreiber Deutschlands hinter Vodafone Kabel Deutschland, Unitymedia und Tele Columbus (einschließlich Primacom).
Im Rahmen der One Company Strategie der Muttergesellschaft Tele Columbus (ab 2015) wurde am 12. Dezember 2024 alle B2B und B2C Verträge Pepcom GmbH in die PYUR Sales & Service GmbH überführt und die Pepcom GmbH aus dem Handelsregister gelöscht. Bestehenden Verträge und die Versorgung mit Internet-, Telefonie- und TV-Leistungen wurden von der PYUR Sales & Service GmbH nahtlos übernommen.

## Geschichte
Die pepcom-Gruppe wurde 2001 gegründet und war seit August 2010 eine 100-prozentige Tochter des britischen Private-Equity-Unternehmens Star Capital Partners Ltd. mit Sitz in London. Im Juni 2012 erwarb die pepcom den Leipziger Stadtnetzbetreiber HL Komm für 49,7 Millionen Euro Barmittel zuzüglich einer Altschuldenübernahme in Höhe von 11,6 Millionen Euro von der Stadt Leipzig. Ende Juni 2015 gab die Pepcom-Gruppe Pläne bekannt, wonach sie als erster deutscher Kabelnetzbetreiber das eigene Netzmonopol freiwillig aufgeben wird, um die Koaxialkabelnetze erstmals dem Wettbewerb zu öffnen. Dies stellt eine tiefgreifende Zäsur bei der in Deutschland bisher üblichen Netzabschottungspolitik der führenden deutschen Kabelnetzbetreiber gegenüber potenziellen Drittanbietern wie Telekom, Vodafone, Telefonica oder United Internet dar und dürfte bei künftigen Unternehmensfusionen im Kabelnetzbetreiberbereich insofern auch die Zwangsöffnung des Kabelnetzes als denkbare kartellrechtliche Regulierungsauflage befördern.

### Übernahme durch Tele Columbus
2015 wurde die Pepcom von der Tele Columbus Gruppe vollständig übernommen. Ab 4. Oktober 2017 wurden unter der von der Tele Columbus neu geschaffenen Dachmarke PYUR Internet-, Telefon- und TV-Produkte der Pepcom verkauft.
2024 startete die die Muttergesellschaft, die Tele Columbus AG, eine One Company Strategie, bei der alle Tochtergesellschaften (u. a. auch die Primacom Berlin GmbH) in die neu geschaffene PYUR Sales & Service GmbH integriert werden sollten. Damit sollte PYUR nicht mehr eine Dachmarke, sondern ein Unternehmen werden. Im Rahmen dieser Strategie wurde die B2B und B2C Verträge der Pepcom GmbH in die PYUR Sales & Service GmbH überführt und die Pepcom GmbH am 12. Dezember 2024 aus dem Handelsregister gelöscht.
Für die Kunden hat die Integration in die PYUR Sales & Service GmbH keinen Einfluss. Die bestehenden Verträge und die Versorgung mit Internet-, Telefonie- und TV-Leistungen wurden von der PYUR Sales & Service GmbH nahtlos übernommen. Internet-, Telefon- und TV-Produkte können wie bisher über PYUR z. B. unter www.pyur.com bestellt werden.

## Ehemalige Produkte der Pepcom

### Kabelanschluss mit analogem und digitalem TV
Über den Kabelanschluss wurde im eigenen Ausbaugebiet analoges und digitales Kabelfernsehen via DVB-C angeboten, welches teilweise auch von anderen Kabelnetzbetreibern als Vordienstleister bezogen wurde.

### Internet und Telefonie
Unter der Marke „cablesurf“ wurden Internetanschlüsse angeboten. Unter der Marke „cablefon“ wurden hingegen reine Telefonanschlüsse für Privatkunden vertrieben. Für Geschäftskunden wurden unter den Tarifbezeichnungen „cablesurf Business“, „cablesurf Business Plus“ und „cablesurf Professional“ vergleichbare Angebote mit bis zu 30 Leitungen und 100 Rufnummern bei einer symmetrischen Bandbreite von bis zu 100 MBit/s offeriert.

### Gebäude- und Projektmanagementdienstleistungen
Das Unternehmen bot außerdem Dienstleistungen für infrastrukturelle Umbauten – insbesondere in den telemetriebezogenen Bereichen Kabelnetz, Haussicherheit oder temperaturgeregelte Heizung (z. B. Raumtemperaturregulierung über einen Breitbandkabelanschluss) – für Wohnungsbaugesellschaften, Baugenossenschaften, Eigentümergemeinschaften und einzelne Privateigentümer an.